# Bobby, Movie Director
Pour plus de détails, voir Fiche technique et Distribution.
Bobby, Movie Director est un film muet américain réalisé par Wesley Ruggles, sorti en 1917.

## Synopsis
Bobby, un enfant acteur, s'enfuit de son studio en compagnie d'autres enfants sur une île. Là-bas, ils jouent à tourner des films avec Bobby comme réalisateur...

## Fiche technique
- Titre : Bobby, movie director
- Réalisation : Wesley Ruggles
- Scénario : Edward J. Montagne
- Société de production : Vitagraph Company of America
- Société de distribution : Greater Vitagraph (V-L-S-E)
- Pays de production :  États-Unis
- Langue : film muet avec les intertitres en anglais
- Métrage :
- Format : Noir et blanc — 35 mm — 1,33:1 — Muet
- Genre : Comédie
- Durée :
- Date de sortie : 
  - États-Unis : 7 août 1917

## Distribution
- Bobby Connelly : Bobby
- Mabel Ballin
- Aida Horton
- William Shea